# Andrej Lukić
Andrej Lukić (Nova Gradiška, 2 april 1994) is een Kroatisch voetballer die als verdediger voor Mezőkövesd-Zsóry SE speelt.

## Carrière
Andrej Lukić speelde in de jeugd van NK Batrina, NK Marsonia Slavonski Brod en NK Osijek. Bij deze club speelde hij van 2012 tot 2017 in de 1. HNL, met uitzondering van een half jaar durende verhuurperiode aan het een niveau lager uitkomende HNK Cibalia Vinkovci in 2014. In de winterstop van 2017/18 vertrok hij voor een transfersom van € 1.000.000 naar het Portugese SC Braga, waar hij in zijn eerste half jaar slechts twee wedstrijden speelde. Daarom werd hij de eerste helft van het seizoen 2018/19 uitgeleend aan het Griekse Apollon Smyrnis, waar hij meer aan spelen toekwam. De tweede helft van het seizoen wordt hij verhuurd aan FC Emmen. Hij debuteerde voor Emmen op 2 februari 2019, in de met 5-0 verloren uitwedstrijd tegen AZ. Hierna speelde hij zes opeenvolgende wedstrijden, waarna hij zijn basisplaats kwijtraakte en op de bank belandde. In de zomer van 2019 werd Lukić voor anderhalf seizoen aan FC Sheriff Tiraspol verhuurd. Nadat zijn contract bij Braga in 2021 werd ontbonden speelde hij voor NK Hrvatski Dragovoljac Zagreb en Mezőkövesd-Zsóry SE.

### Statistieken
| Seizoen                     | Club                        | Land           | Competitie        | Competitie | Competitie | Beker | Beker | Overig | Overig | Totaal | Totaal |
| Seizoen                     | Club                        | Land           | Competitie        | Wed.       | Dlp.       | Wed.  | Dlp.  | Wed.   | Dlp.   | Wed.   | Dlp.   |
| --------------------------- | --------------------------- | -------------- | ----------------- | ---------- | ---------- | ----- | ----- | ------ | ------ | ------ | ------ |
| 2012/13                     | NK Osijek                   | Kroatië        | 1. HNL            | 12         | 0          | 3     | 0     | 0      | 0      | 15     | 0      |
| 2013/14                     | NK Osijek                   | Kroatië        | 1. HNL            | 12         | 0          | 1     | 0     | –      | –      | 13     | 0      |
| 2014/15                     | → HNK Cibalia Vinkovci      | Kroatië        | 2. HNL            | 12         | 2          | 2     | 0     | –      | –      | 14     | 2      |
| 2014/15                     | NK Osijek                   | Kroatië        | 1. HNL            | 8          | 0          | 0     | 0     | –      | –      | 8      | 0      |
| 2015/16                     | NK Osijek                   | Kroatië        | 1. HNL            | 28         | 2          | 3     | 0     | –      | –      | 31     | 2      |
| 2016/17                     | NK Osijek                   | Kroatië        | 1. HNL            | 29         | 2          | 4     | 0     | –      | –      | 33     | 2      |
| 2017/18                     | NK Osijek                   | Kroatië        | 1. HNL            | 13         | 1          | 3     | 2     | 5      | 1      | 21     | 4      |
| 2017/18                     | SC Braga                    | Portugal       | Primeira Liga     | 2          | 0          | 0     | 0     | 0      | 0      | 2      | 0      |
| 2017/18                     | SC Braga II                 | Portugal       | Segunda Liga      | 2          | 0          | –     | –     | –      | –      | 2      | 0      |
| 2018/19                     | → Apollon Smyrnis           | Griekenland    | Super League      | 12         | 0          | 4     | 0     | –      | –      | 16     | 0      |
| 2018/19                     | → FC Emmen                  | Nederland      | Eredivisie        | 7          | 0          | 0     | 0     | –      | –      | 7      | 0      |
| 2019                        | → FC Sheriff Tiraspol       | Moldavië       | Divizia Națională | 11         | 3          | 2     | 0     | 2      | 0      | 15     | 3      |
| 2020/21                     | → FC Sheriff Tiraspol       | Moldavië       | Divizia Națională | 15         | 1          | 2     | 0     | 2      | 1      | 19     | 2      |
| 2021/22                     | Hrvatski Dragovoljac Zagreb | Kroatië        | 1. HNL            | 13         | 1          | –     | –     | –      | –      | 13     | 1      |
| 2021/22                     | Mezőkövesd-Zsóry SE         | Hongarije      | NB I              | 6          | 0          | 0     | 0     | –      | –      | 6      | 0      |
| Carrièretotaal              | Carrièretotaal              | Carrièretotaal | Carrièretotaal    | 182        | 12         | 24    | 2     | 9      | 2      | 215    | 16     |
| Bijgewerkt op 31 maart 2022 |                             |                |                   |            |            |       |       |        |        |        |        |